# Ein kleines bißchen Horrorschau
Ein kleines bißchen Horrorschau (Untertitel: Die Lieder aus Clockwork Orange und andere schmutzige Melodien) ist das fünfte Studioalbum der Band Die Toten Hosen. Es enthält zur Hälfte die Bühnenmusik, welche die Band für Bernd Schadewalds Inszenierung von A Clockwork Orange an den Kammerspielen Bad Godesberg schrieb.
Das Stück orientiert sich an Anthony Burgess’ Roman Uhrwerk Orange sowie Stanley Kubricks Verfilmung. Zusammen mit Ralf Richter, der die Hauptrolle spielte, Uwe Fellensiek, Ingolf Lück, Oliver Stritzel und vielen anderen stand die Band von Juni bis Oktober 1988 an den Kammerspielen Bad Godesberg in Bonn auf der Bühne. Sie übernahmen Statistenrollen und führten die Musikstücke als Überleitungen vor den jeweiligen Akten live auf.
Das Album wurde um sechs weitere Musikstücke ergänzt, die nicht zur Bonner Inszenierung gehörten, jedoch thematisch zur Handlung passten, so dass ein Konzeptalbum entstand.
Sequenzen aus Beethovens 9. Sinfonie, gespielt von einem Sinfonieorchester, ziehen sich wie ein roter Faden durch das Album und verbinden die einzelnen Songs miteinander.
Der Titel spielt auf den vom russischen „charascho“ („хорошо“) abgeleiteten Begriff „horror show“ und den von Alex und seinen Freunden („Droogs“) benutzten Slang Nadsat an.

## Titelliste

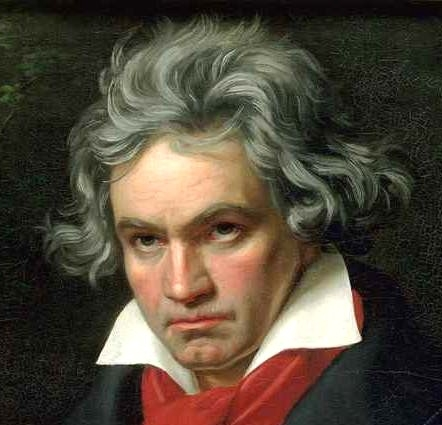
Das Cover ähnelt dieser Darstellung Beethovens von Joseph Karl Stieler.

Mit * gekennzeichnete Titel wurden im Schauspielhaus Bonn aufgenommen.
1. Hier kommt Alex – 3:53 (Musik: Meurer / Text: Campino) *
2. 1000 gute Gründe – 3:33 (Breitkopf / Campino)
3. Ein Schritt zuviel – 2:22 (von Holst / Campino)
4. Keine Ahnung – 2:08 (Campino) *
5. Die Farbe Grau – 3:52 (Campino) *
6. 180 Grad – 4:33 (Meurer / Campino)
7. Mehr davon – 5:10 (von Holst / Campino)
8. Zahltag – 2:42 (Breitkopf / Campino) *
9. 35 Jahre – 2:15 (Rohde / Campino, von Holst)
10. Musterbeispiel – 3:55 (Campino / von Holst) *
11. Testbild – 3:17 (Campino)
12. Bye, bye, Alex – 2:59 (Rohde / Campino) *

## Hintergrund und Bedeutung der Liedtexte
Im Vordergrund steht die Lebensgeschichte der von Burgess erfundenen Figur „Alex“. Die sozialkritischen Aspekte, welche der Roman verbirgt, werden erneut aufgegriffen. Der Eingangstitel Hier kommt Alex beschreibt, mit welcher Gewalt der Protagonist und seine Gang vorgehen, Ein Schritt zuviel handelt von Alex’ Festnahme und Die Farbe Grau vom tristen Alltag im Gefängnis. In Zahltag, Musterbeispiel und Bye, bye Alex geht es um die gewaltsame Resozialisierung durch den Staat, bei der Alex durch Gehirnwäsche seine Persönlichkeit verliert.
Die weiteren Songs sind in die Handlung des Konzeptalbums eingefügt, beziehen sich jedoch nicht direkt auf Alex, sondern stellen eine Verbindung der fiktiven Handlung des Romans zur Realität her. Im Booklet des Albums wird dies mit einem in Nadsat verfassten Text wie folgt erklärt:

„Es ist aber nicht nur die Geschichte unseres ehrenwerten Droog Alex, sondern auch die einer ganzen Menge anderer Malitchicks, die hier und heute in unserem gromkigen Land leben. Denn der Haufen von holschigen Vecks, der sich Gesellschaft schimpft, ist heute mindestens so bezumnie wie damals …“

Das Lied 1000 gute Gründe setzt sich mit dem Thema Nationalstolz auseinander.
In Ein Schritt zuviel wird beschrieben, wie schnell man mit dem Gesetz in Konflikt geraten kann, und bei 180 Grad geht es um Anpassung und Kontrolle in einer überkonformen Gesellschaft.
Mehr davon beschreibt die Gier nach „mehr Macht, mehr Geld, mehr Ruhm, mehr Speed, mehr Hass oder mehr Sex“, bis zum Verlust des Charakters aus der Sicht des Süchtigen.
35 Jahre bezieht sich auf den Zeitraum, den der Mann, von dem in diesem Lied die Rede ist, am Fließband stand und Haken für Duschvorhänge sortierte. Alleinstehend und seit einem Jahr im Ruhestand, weiß er nichts mehr mit seinem Leben anzufangen. Im Song Testbild beschreibt eine Person, dass sie sich jeden Abend vornimmt, alles hinter sich zu lassen, um an einem anderen Ort ein neues Leben zu beginnen. Ihr Weg endet jedoch allabendlich in der Kneipe, und es bleibt ihr zum Schluss nur die Resignation.

## Musik
Die Musikstücke, welche die Band bereits für die Inszenierung von A Clockwork Orange geprobt hatte, wurden nach der offiziellen Vorstellung im Theaterhaus von Jon Caffery mittels eines 24-Spur-Aufnahmegerätes aufgenommen. Er schloss das Gerät direkt an die im Theater vorhandene Stagebox an. Das Produzententeam und die Band hatten während der Produktion im Theater keine Möglichkeit, sich die fertigen Aufnahmen anzuhören. Die Musikproduktion unter „realen Bedingungen“ auf der Theaterbühne sollte die Musik auf dem Album weniger steif und steril wirken lassen.
Die restlichen Titel wurden im Preußenton in Berlin und im Maskot-Studio in Köln aufgenommen.

Schlagzeugfigur aus Mehr davon

Durchweg handelt es sich um harte Rockmusik, bei der die in diesem Genre üblichen Instrumente, Schlagzeug, E-Gitarren und E-Bass, eingesetzt werden.
Der Musiktitel Mehr davon stand auch zwei Jahrzehnte nach Erstveröffentlichung häufig in den Setlisten der Livekonzerte, meistens im Zusammenhang mit Campinos Kletteraktionen über die Verstärkertürme zum Bühnendach.

## Musikvideos
Zum Album erschienen zwei Musikvideos, die beide unter der Regie von Walter Knofel entstanden sind: Hier kommt Alex von 1988, das die Musiker auf einer Müllhalde zeigt, und 1000 gute Gründe von 1989, das während eines Livekonzerts in Bonn gedreht wurde. Schon vor dem Dreh war klar, dass die Band den Song mehrmals spielen müsste, um eine gute Aufnahme zu gewährleisten. Um sich nicht vor allen Leuten zu blamieren, ließ man bereits am Nachmittag einige vor der Halle wartende Fans herein und drehte so nur in relativ kleiner Runde.

## Kommerzieller Erfolg

### Chartplatzierungen
| ChartsChartplatzierungen | Höchstplatzierung | Wochen |
| ------------------------ | ----------------- | ------ |
| Deutschland (GfK)        | 3 (54 Wo.)        | 54     |
| Österreich (Ö3)          | 22 (3 Wo.)        | 3      |
| Schweiz (IFPI)           | 7 (26 Wo.)        | 26     |

| ChartsJahrescharts (1989) | Platzierung |
| ------------------------- | ----------- |
| Deutschland (GfK)         | 12          |
| Schweiz (IFPI)            | 21          |

### Auszeichnungen für Musikverkäufe
| Land/Region        | Auszeichnungen für Musikverkäufe (Land/Region, Auszeichnung, Verkäufe) | Verkäufe |
| ------------------ | ---------------------------------------------------------------------- | -------- |
| Deutschland (BVMI) | 3× Gold                                                                | 750.000  |
| Insgesamt          | 1× Gold · 1× Platin ·                                                  | 750.000  |

## Neuauflage 2007
Zum 25-jährigen Bestehen der Toten Hosen wurde unter anderen das Album Ein kleines bißchen Horrorschau remastert. Cover und Booklet wurden überarbeitet und mit Grafiken von Michael Roman versehen. Jan Weiler hat ein neues, zweites Beipackheft geschrieben, das ein Interview mit der Band enthält. Die CD wurde durch die B-Seite der Single Hier kommt Alex und durch weitere ältere Demoaufnahmen und bisher unveröffentlichte Stücke ergänzt.

### Zusatztitel
1. Zum Chef (Später Dank) – 2:10 (von Holst / Campino)
2. Jo singt (Das Wort zum Sonntag) – 0:46 (von Holst / Campino)
3. Liebeslied – 3:50 (Breitkopf / Campino)
4. Farbe Grau – 3:51 (Campino)
5. Zahltag – 2:43 (Breitkopf / Campino)
6. Musterbeispiel – 3:51 (von Holst / Campino)
7. 1200 Grad – 4:35 (Breitkopf / Campino)
8. Einmal in vier Jahren – 4:49 (Breitkopf / Campino)
9. Schwarze Sheriffs – 3:39 (Campino / von Holst)
10. Zigarettenautomat – 2:04 (Campino, Hanns Christian Müller)

## Resonanz
Ein kleines bißchen Horrorschau stieg im November 1988 in die deutschen Charts ein, verweilte dort 53 Wochen und erreichte als Höchstplatzierung Platz Nr. 7. In der Schweizer Hitparade gelang es ebenfalls, den siebenten Platz zu erreichen, und in der österreichischen Hitparade kam das Album auf Platz 22. Zum 30. Jahrestag des Erscheinungsdatums, im November 2018, gelang dem Album ein Neueinstieg auf Platz 3 der deutschen Charts, auf Platz 41 der österreichischen und Platz 74 der Schweizer Hitparade. Die Vinylplatte der Neuauflage platzierte sich an der Spitze der deutschen Vinylcharts. Hiermit wurden Die Toten Hosen zur ersten Band, die zum zweiten Mal die Chartspitze der Hitliste erreichte, bereits im Vorjahr erreichte Laune der Natur ebenfalls die Spitzenposition.
Edgar Klüsener rezensierte für Metal Hammer im Jahr 1989, dass „dieses neueste dreckige Stück Vinyl der Düsseldorfer Alt-Punx ein weiterer Schritt der Band in Richtung ‚Heavy Rock deutscher Zunge‘“ sei. „Die Hosen“ seien härter denn je zuvor und liebäugelten „mehr als offensichtlich zunehmend mit AC/DC und anderen Vertretern der traditionellen Hardrock-Ecke“. Sie seien also auch ein Fall für die Zeitschrift geworden. „Harter Rock mit deutschen Texten, der trotzdem nicht fremdartig und holprig klingt, es geht also doch.“